# Лъв
Вижте пояснителната страница за други значения на Лъв.
Лъвът (Panthera leo) е едър хищник от семейство Коткови и един от четирите представители на род Пантери. В Systema Naturae видът е наречен от Карл Линей Felis leo, свързвайки го с котките. Думата Panthera в съвременното му име Panthera leo идва от pan – („всичко“) и thera („звяр“). Въпреки че думите са с латински произход, словосъчетанието демонстрира поразително сходство със санскритската дума за тигър – pundarikam. В дословен превод тя означава белезникаво-жълто. От своя страна leo идва от романските езици и е латинската дума за лъв; с това значение и подобно звучене са и старогръцката λέων (leon) и думата на иврит לָבִיא (lavi). Използват се и като човешки имена.
Обикновено лъвовете обитават савани и ливади, въпреки че понякога се срещат и в храсталаци и гори. В сравнение с другите Коткови лъвовете са изключително социални. Живеят на групи, наречени прайдове, състоящи се от женски с малки и малък брой възрастни мъжки. Ловуват заедно, като плячката им се състои предимно от големокопитни животни. Максималната скорост, с която лъвът преследва плячката, достига 60 km/h. С мощни крака, силни челюсти и дълги до 8 cm кучешки зъби това животно може да повали и убие доста едра плячка.
Продължителността на живота на лъвовете на свобода, в дивата природа, е до 15 – 20 години (по други данни - до 10 – 14 години), а в плен те могат да живеят и повече от 20 години. На свобода мъжките рядко живеят по-дълго от 10 години. Причина за това са нараняванията от непрекъснатата борба с конкурентни мъжки, което значително намалява преживяемостта им.
Мъжките лъвове са лесно разпознаваеми благодарение на пищната си грива, каквато женските лъвове/лъвиците нямат. Тя е и един от най-разпространените животински символи, известни в човешката култура. Лъвът (като по принцип се има предвид мъжки лъв, а не лъвица) често бива наричан във фолклорните творби и Царят на животните. В европейската традиция той е символ на мощ и сила, въплъщаващ силата на Слънцето и огъня. Още в Древността митичният Немейски лъв е бил свързан с едно от зодиакалните съзвездия. В хералдиката лъвът символизира кралското достойнство и благородство. В страните от Югоизточна Азия от древни времена съществува особен, силно митологизиран и стилизиран образ на лъва - слабо наподобяващ истински лъв и явяващ се символ на могъществото и успеха на владетеля и династията. Статуи на съществото са поставяни като стражи/пазители пред императорските спални, правителствените резиденции, административни здания и култови съоръжения, ставайки в съвременността атрибут на будистки храмове и шинтоистки светилища, поставян на входовете им.

## Описание
Лъвът е второто по големина след тигъра животно от семейство Коткови, обитаващо днес Земята. Той е и най-високото от тях (мерено по височината в областта на холката/рамото), около 123 cm при мъжките и 107 cm - при женските. Средното тегло на мъжките достига между 150 и 260 kg (до 300 kg), докато при женските то варира между 120 и 182 kg. Дължината на тялото при лъвовете достига 170 – 250 cm, а при лъвиците – 140 – 175 cm. Индийският подвид обикновено е по-дребен на ръст от африканските си роднини. Теглото му е 160 – 190 kg при мъжките и 110 – 120 kg - при женските, но могат да бъдат и по-едри. 
Лъвовете проявяват склонност да показват вариация в телесното тегло и в зависимост от околната среда и областта, която обитават. Например лъвовете в южната част на Африка са склонни да бъдат с около 5% по-тежки от тези в източната част на континента. В Кения е отстрелян едър мъжки с тегло 272 kg. В плен лъвовете проявяват склонност да стават по-едри и по-тежки. Най-тежкият известен лъв е мъжки на име Симба, от зоопарка в Колчестър, който през 1970 г. е тежал 375 kg.
Дължината на главата при мъжките е между 40 и 70 cm, а при женските - 30 – 50 cm. Черепът на лъва е много близък до този на тигъра, с тази разлика, че в предната си част е по-сплескан и притежава по-къса посторбитална област. Лъвовете са известни със страховитата си захапка, но са опасни и със своите лапи и нокти. При лов лъвовете могат да развият скорост до 58 – 60 km/h, но за кратко. Те се хранят като убиват плячката си. По-голямата част от деня (по 12 – 18 часа в денонощието) лъвът прекарва в сън, а ловува в хладните часове – привечер или нощем. През най-топлите часове на деня лъвовете почиват в близост до вода, под сянката на растения или скали. Понякога дремят и по ниските клони на дърветата.
Лъвовете са единствените членове на семейство Коткови, които показват характерен полов диморфизъм. Най-съществената разлика във вторичните полови белези между мъжките и женските лъвове е липсата на грива и пискюл на опашката при лъвиците. Представителите на двата пола допълнително са се специализирали и в изпълнението на различни роли в прайда (стадото). Лъвиците например са ловците в семейството и осигуряват храната, при все че и двата пола участват в ловуването. Мъжките все пак са по-тромави и имат грива, което допълнително ги затруднява в него.
Окраската на лъвската козина е такава, че да се слива с обстановката, и варира от светлобежово до жълтеникаво, червеникаво или тъмнокафяво. Долната част в повечето случаи е по-светла. Цветът на гривата може да бъде от жълт до черен. При мъжкия варира от жълтеникава до черна като обикновено потъмнява с напредване на възрастта. Опашката е дълга около 90 – 105 cm при мъжките и 70 – 100 cm - при женските. Тя завършва с черен пискюл от козина, чието предназначение не е съвсем ясно. Пискюлът отсъства при раждането на лъвчето, оформя се около 5-ия месец, а около 7-ия вече е напълно развит. Същевременно малките лъвчета се раждат с кафяви розетки по тялото, подобно тези на леопарда. Те избледняват при израстването им, макар могат да се наблюдават и при възрастни лъвици в областта на краката. Азиатските лъвове се различават от африканските по характерно оцветяване на коремната част и по-малката и не е така гъста грива на мъжките, която приляга плътно назад към тялото, при което изглежда като зализана. Този подвид е с по-приземно тяло, създавайки впечатление, че е по дребен в сравнение с африканските подвидове.

## Разпространение и местообитания
Днес лъвове се срещат само на едно място в Западна Индия и в разпокъсани райони на Субсахарска Африка, където го има най-често в полупустините и по-рядко в пустините. Видът да се види основно в пасищата на саваната, с отделни разпръснати акациеви дървета, които служат като сянка. В Индия местообитанията включват смесена суха савана гора и много суха широколистна гора. Съвременният ареал на представителите е силно ограничен за разлика от този, отпреди около 10 000 години. През последните 2 – 3 хилядолетия лъвът се е срещал и в Северна Африка и Югозападна Азия, но поради дейността на човека е изтласкан на далеч по-малка територия. Останки от съществуване на лъвове са открити и в цяла Евразия от Западна Европа до Индия, а в Северна и Южна Америка - от Юкон до Перу. Това го прави в исторически план, наред с домашната котка, животното от семейство Коткови с най-обширен ареал.
Към началото на новата ера местообитанията на лъвовете са включвали районите на южните части на Евразия в район от Гърция до Индия и цяла Африка, с изключение на централните части на Сахара, но за широкото разпространение на това животно има и по-ранни писмени свидетелства. Древногръцкият историк Херодот съобщава, че лъвовете са били често срещани в Древна Гърция в периода около 480 г. пр.н.е. През време на похода на персийския цар Ксеркс I през страната лъвове атакуват негови камилски кервани. Към 300 г. пр.н.е Аристотел описва лъвовете като рядко срещани в Елада. В епохата на Римската империя лъвове са залавяни и държани в плен и са се ползвали в гладиаторските битки, включително в прочутите екзекуции с хвърляне на животните. Към края на I век те изчезват от Балканския полуостров. Последните лъвове в Европа изчезват към 10 век от района на Кавказ. За внасяне в Европа, с цел показването им по изложби, панаири, циркове и зоопаркове от края на 18 век са търсени и залавяни из други континенти. В съвременността зоологическите градини си сътрудничат за запазването на застрашения азиатски лъв. Видът е унищожен в Палестина през Средновековието, а от останалата част от Азия постепенно изчезва към края на 18. век вследствие на разпространението на огнестрелното оръжие. В края на 19 и началото на 20 век те изчезват и от Северна Африка и Югозападна Азия. Към края на 19. век лъвът изчезва и в Турция и в голяма част от Северна Индия. Последните сведения за лъвове в Иран са от 1941 г.
Някога лъвът се е срещал и в цяла Африка, но вече е изчезнал от северните ѝ райони и твърде рядко може да се види на запад. В изобилие се наблюдава само в Кения и Танзания. Около началото на XXI в. африканската популация е спаднала с 30 – 50%, това прави лъва уязвим вид, чиято основна част живее в национални паркове, като главната заплаха за тяхната численост са хората и борбата за местообитания с тях. Последното убежище на популацията от лъвове в Азия е националният парк Гир (с площ 1412 km²) и в някои области около него, в щата Гуджарат, Индия, на юг от Мумбай. Там популацията нараства от около 180 лъва през 1974 г. до около 400 през 2010 г. Преброяването на азиатските лъвове, проведено през 2017 г., отбелязва около 650 индивида.
Фактор, влияещ на числеността и разпространението на лъвовете, са и здравните им проблеми. Най-често лъвовете ги нападат ектопаразити. Такива са кърлежите, които се залавят и пробиват кожата в областта на ушите, врата и слабините. През 1962 г. лъвовете от кратера на Нгоронгоро са нападнати от мухата Stomoxys calcitrans. Мухите нараняват големи части от кожата, причинявайки огромни рани и общо изтощение на тялото. В резултат на нападенията много лъвове измират, други напускат местността. Като резултат от това накрая от 70 лъва остават само 15. При подобна инвазия/зараза през 2001 г. загиват шест лъва. В изпражнения на лъвове е констатирано обсеменяване с тении. Лъвовете са краен гостоприемник на паразитите, след като поглъщат ларвната им форма посредством заразено месо на антилопи. Инфекциозни заболявания се срещат особено много сред лъвове отглеждани в плен. Домашните кучета и други хищници са причина за разпространение на гана и инфекциозен перитонит. През 1994 г. много лъвове в национален парк Серенгети заболяват и умират от гана, вследствие на развитие и усложняване на неврологични симптоми.

## Стада и размножаване
В природата лъвът се размножава в края на сухия сезон. Лъвовете се възпроизвеждат много добре в плен, а в диво състояние образуват стада/семейни групи, известни като прайдове, съставени от възрастни индивиди (половата зрялост при женските настъпва на 4-годишна възраст) и техни малки. Лъвът е единствения вид от семейство Коткови, живеещ групово (в смисъл на групи от женски и мъжки индивиди + малки). Големината на прайда зависи от територията и хранителните ресурси в нея. Той се състои от 1 до 4 мъжки (най-често 1 – 2, обикновено - братя) и от 3 до 10 женски (в някои случаи и повече), заедно с потомство, по същество - доколкото оцелява това на господстващия мъжкар. Лъвиците по принцип са роднини помежду си – майки, дъщери, сестри или „братовчедки“. Обикновено те ловуват, а мъжките се грижат за сигурността на прайда си. Всеки клан заема територия от около 10 – 25 km², като водачите ежедневно я контролират и маркират като оставят следи или чрез мощен рев. Върху територията не се допускат лъвове-пришълци, а мъжките лъвчета, навършили 2 години, биват изгонвани от прайда, с оглед това лъвът-водач да не бъде изместен. Ако той се смени междувременно обаче, новият водач избива всички малки лъвчета, така че лъвиците да отглеждат само неговото потомство. Женските не го приемат докато не забременеят от него. Чифтосването продължава няколко дни, като двойката може да се съвкупява до 40 пъти на ден. Лъвицата може да се съвкупява с повече от един мъжки. Подобно на всички котки овулацията настъпва по време на полов акт, вследствие на дразненето на кукичките на пениса при мъжките. След бременност, траеща около три и половина месеца, лъвицата ражда на усамотено място, далеч от прайда, в дупка на земята или в закътано от дървета или камъни място. Малките лъвчета са слепи и безпомощни с видими петна по козината и средно са по 4 в котило, поне половината, от които обикновено не оцеляват. В началото (до 6 – 7 месец) лъвчетата се хранят само с мляко/кърма, но скоро майката започва да им дава и полусмляна храна. Лъвицата се грижи за малките 2 години, като през втората половина от този период ги учи да ловуват. 

## Таксономия и еволюция

### Еволюция
Най-старият открит фосил на котка с белези/характерни черти на лъв е от Леотили в Танзания и се предполага, че е на 3,5 милиона години. Тези находки обаче не потвърждават, че изкопаемото животно е лъв, а само че е представител на род Panthera. Най-старите фосили от лъв в Африка са с 2 милиона години по-млади от предните. Най-близките родствени видове на лъвовете са тигърът, ягуарът и леопардът. Морфологичните и генетичните анализи сочат, че тигрите са видът, който най-рано се е отделил от общия правид. Преди около 1,9 млн. години се отделя и линията на ягуара. Разделянето на линиите на лъва и леопарда става най-късно преди около 1,25 млн. години.
Panthera leo възниква в Африка преди около 1 милион до 800 000 години, след което се разпространява в цяла Холарктика. В Европа се появява преди около 700 000 години. Доказателство за това са откритите останки от подвида Panthera leo fossilis в Исерния в Италия. От този подвид се развива по-късно и пещерния лъв (Panthera leo spelaea), появил се преди около 300 000 години. През плейстоцена се разпространява и в Северна и Южна Америка и се развива в подвида Panthera leo atrox, (Американски пещерен лъв). Древните лъвове от Северна Евразия и Америка измират преди около 10 000 години по време на последния ледников период, когато настъпва второто голямо измиране на мегафауна от плейстоцена.

### Подвидове
Традиционно са описвани 12 съвременни подвида, голяма част от тях обаче се смятат за вариетети на берберския лъв. Основните различия между отделните подвидове географското разпространение и формата и цвета на гривата. При много от индивидите има и индивидуални различия при гривата, поради което прави този признак несигурен. Днес са признати единадесет подвида на лъва, макар че един от тях (Panthera leo melanochaita, Капски лъв) е несигурен. Изследване на митохондриалната ДНК показва, че всички лъвове от Субсахарска Африка спадат към един подвид с два вариетета: единия населяващ района западно от Източноафриканската рифтова зона, а другия на изток от нея.

#### Праисторически подвидове
Известни са следните 4 праисторически подвидове:
- P. l. atrox, известен като Американски пещерен лъв. Бил е широко разпространен в Америка - от Аляска до Перу към 9-8 хил. пр.н.е. Това е един от най-големите изчезнали подвидове на лъва с приблизително 1,6 – 2,5 m дължина на тялото,[39] считан до някое време за отделен вид, но филогенетичните проучвания сочат, че това е подвид на лъва (Panthera leo).[33]
- P. l. fossilis, известен като ранно- и средно-плейстоценски европейски пещерен лъв или мосбахски лъв. Живял е преди 500 000 години. Фосили са открити на територията на Германия и Италия. Той е по-голям по размери от африканския лъв и се доближава по размери на американския лъв.[33][40]
- P. l. spelaea, известен като европейски пещерен лъв, евразийски пещерен лъв или късно-плейстоценски пещерен лъв. Живял е в Евразия в периода преди 300 000 до 10 000 години.[33] Този подвид е известен от палеолитни пещерни рисунки, костни изделия и глинени изделия.[41] Изобразяван е с изпъкнали уши, опашка завършваща с пискюл от косми и ивици по тялото подобно на тигър. Мъжките са имали зачатък или съвсем слабо развита грива.
- P. l. vereshchagini, известен като Източносибирски или берингски пещерен лъв. Населявал е Якутия, Аляска и Юкон. Анализът на кости от него показва, че е сравнително по-едър ат европейския и по-дребен от американския пещерен лъв.[33][42]

#### Съвременни подвидове
Днес са описани следните 8 съвременни подвида:
- P. l. persica, известен като азиатски лъв или южноазиатски, персийски, или индийски лъв. Бил е разпространен от Турция на запад и в цяла Югозападна Азия - до Пакистан, Индия и дори Бангладеш. Днес обаче са останани едва около 600 екземпляра в национален парк Гир, Индия.[43]
- P. l. leo, известен като берберски лъв. Бил е разпространен от Мароко до Египет. Той е изчезнал в природата, но екземпляри от него се отглеждат в плен, при все че често са смесица от различни подвидове и са по-дребни от прародителите си. Берберският лъв е бил най-едрият и най-тежкият от подвидовете на лъва, но съвременната наука не разполага с достатъчно данни за размерите масата на тези животни. Смята се, че е бил с дължина до около 3 m и тегло над 200 kg. Последният убит екземпляр е в Мароко през 1922 г.[44]
- P. l. senegalensis, известен като западноафрикански лъв. Разпространен е в Западна Африка от Сенегал до Нигерия.
- P. l. azandica, известен като конгоански североизточен лъв. Разпространен е в североизточните части на ДР Конго.
- P. l. nubica, известен като източноафрикански или масайски лъв. Разпространен и в Източна Африка от Етиопия до Мозамбик.
- P. l. bleyenberghi, известен като югозападноафрикански лъв или лъв катанга. Разпространен е в Югозападна Африка от южната част на ДР Конго до Намибия.
- P. l. krugeri, известен като югоизточноафрикански лъв или трансваалски лъв. Разпространен е в бившата провинция на ЮАР, Трансваал, включително и национален парк Крюгер.
- P. l. melanochaita, известен като капски лъв. Изчезнал е около 1860 г. При изследване на митохондриална ДНК се установява, че капският лъв представлява южната популация на трансваалския лъв.[36]